# Røros
Røros est une commune norvégienne située dans le comté de Trøndelag. La ville a été inscrite au patrimoine mondial de l’UNESCO en 1980. Elle fait partie de la région du Gauldalen.

## Géographie
La ville urbanisée étendue sur 3,29 km2 compte seulement 3 718 habitants permanents en 2013, pour une faible densité interne de 1 130 habitants par km2. La municipalité de Røros, administration englobant les communautés humaines de Brekken, Glåmos, Feragen, Galåa et Hitterdalen, s'étend sur un vaste espace de 1 956 km2 dont un dixième d'étendue d'eau.
La ville est située sur un plateau en pente douce, à environ 630 mètres d'altitude. Elle a été fondée dans une forêt claire de pins et de bouleaux. La forêt de résineux dense et les sommets arrondis ne sont jamais loin. La grande municipalité s'étend sur un espace de multiples lacs, dont le plus célèbre est l'Aursund, qui engendre la Glomma à Glåmos. Il y a aussi le Bolagen, le Flensjøen, le Feragen, le Håsjøen, le Rambergsjøen, le Korssjøen, le Nedre Roasten, le Rogen, et le Rien, et surtout la partie septentrionale du Femund. 

## Histoire

### Histoire ancienne
Le nom sami actuel est Plassje. Mais il ne subsiste quasiment plus rien de l'héritage des peuples premiers. L'époque moderne amenant l'exploitation des ressources minières est responsable de l'expulsion des populations anciennes.

### Lieu de passage médiéval et ancienne ville minière du cuivre
Røros, autrefois écrit encore Röraas ou Røraas, est un lieu de passage très ancien proche de la haute vallée du fleuve Glomma, là où la rivière Røa s'élargit avant de se jeter dans le fleuve naissant. Le chemin ancien est une branche du grand chemin de l'Østerdalen menant à Östersund dans l'actuelle Suède, mais aussi une branche du chemin méridional de Östersund vers Trondheim par la vallée suédoise du Ljusnan, le Gaudalen et Melhus. La Scandinavie à cette latitude est resserrée, et les proximités respectives d'Östersund et Trondheim permettent de gagner la mer Baltique et la mer du Nord.  
Notez la diversité des appellations d'origines ethniques et culturelles sur ce grand chemin royal vers le sud qui se qualifie successivement chemin de l'Østerdalen, puis du Solør et de l'Odalen.    
- Østerdalen est le nom historique de la vallée supérieure du Glomma du lac Aursund à Elverum,
- Solør désigne la vallée moyenne du Glomma plus basse jusqu'à Kongsvinger.
- Grue dans la contée de Grinder
- Sør-Odalen ou Odal est le nom historique de basse vallée du Glomma bifurquant vers l'ouest uniquement jusqu'à Nes.
- Romarike au-delà de ce parcours vers l'ouest,
- Sørumsand lorsque se jette vers le sud dans le lac Øyeren...

La voie menait finalement à Lillestrøm au nord du lac Øyeren, à l'est d'Oslo, et sa plaine basse facilement accessible. C'est l'axe des capitales royales, car Trondheim est l'ancienne et illustre cité des vieux rois de Norvège avant la promotion d'Oslo. 
La contrée et les environs proches de la ville est renommée pour les anciennes riches mines de cuivre, lesquelles ont commencé à être exploitées dès le XVIIe siècle, à la même époque que les mines d'argent de Kongsberg. L’activité minière de la Bergstaden n'a pris fin qu'en 1977 après plus de 300 ans d’exploitation continue.
Complètement reconstruite après sa destruction par des troupes suédoises en 1679, la ville possède plus de 80 maisons en bois, pour la plupart entourées de cours. Beaucoup ont également conservé leurs façades en bois très sombre, donnant à la ville une apparence médiévale.
Dans les dictionnaires encyclopédiques français de la monarchie de Juillet au Second Empire, la ville est décrite par l'adaptation de son nom dano-norvégien en français, Rœraas. Elle est située à 105 km sud-est de Drontheim sur un large plateau, parfois décrit en plaine, environné par les monts Dovrefjeld, qui culmine à plus de 2 779 mètres d'altitude, dans le district administratif du Sædhre-Drontheim. Elle compte 3 000 habitants qui vivent dans des maisons en bois.
Le climat très âpre par rapport à la côte surprend en 1860 les voyageurs, souvent géologues et minéralogistes, français.

## Culture
Røros et ses habitants sont rendus célèbres auprès des autres Norvégiens au début du XXe siècle par l'écrivain Johan Falkberget qui, à la manière d'Émile Zola dans Germinal, rend compte de la vie très dure des mineurs.

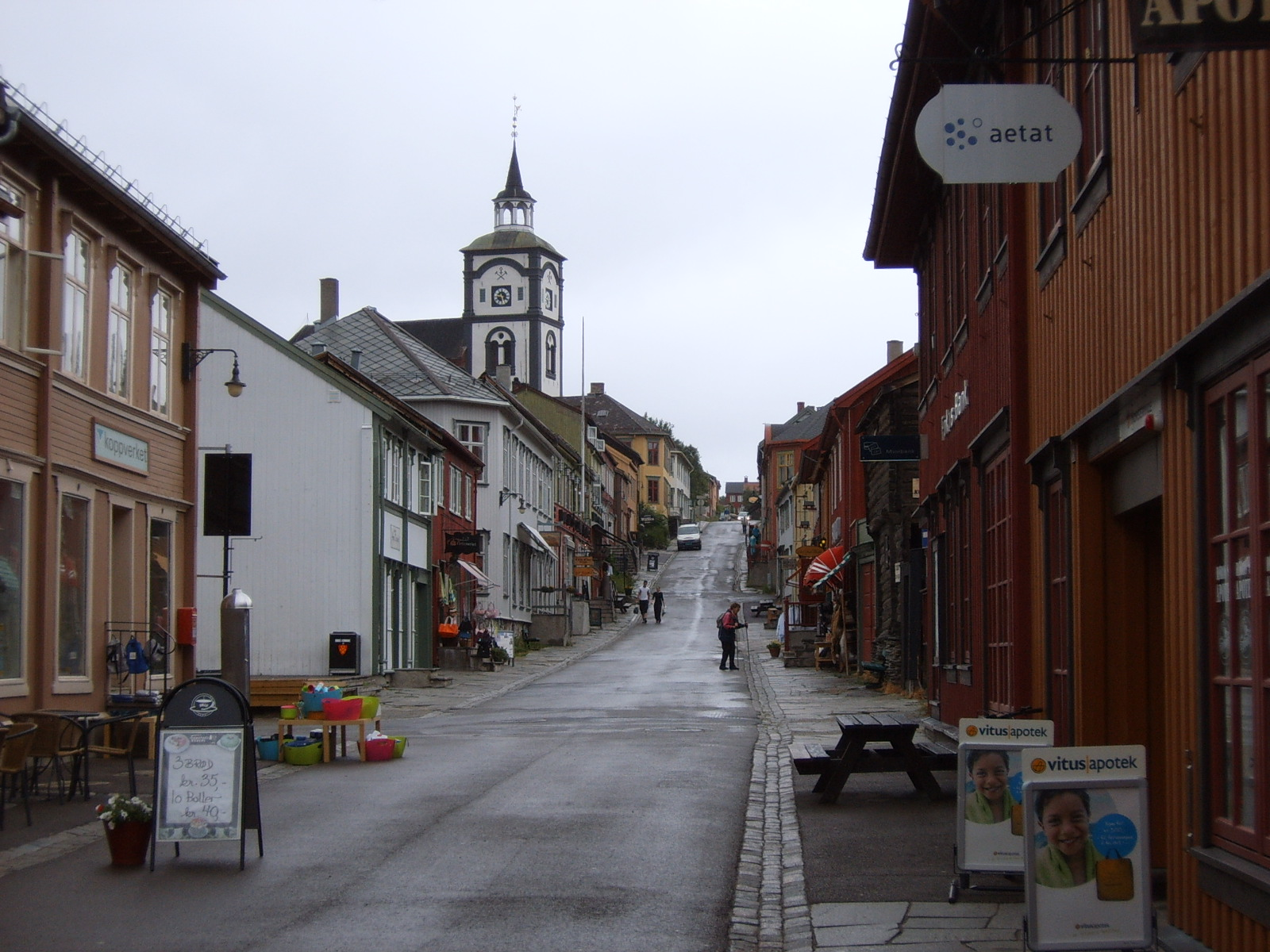
Rue principale et église de Røros.
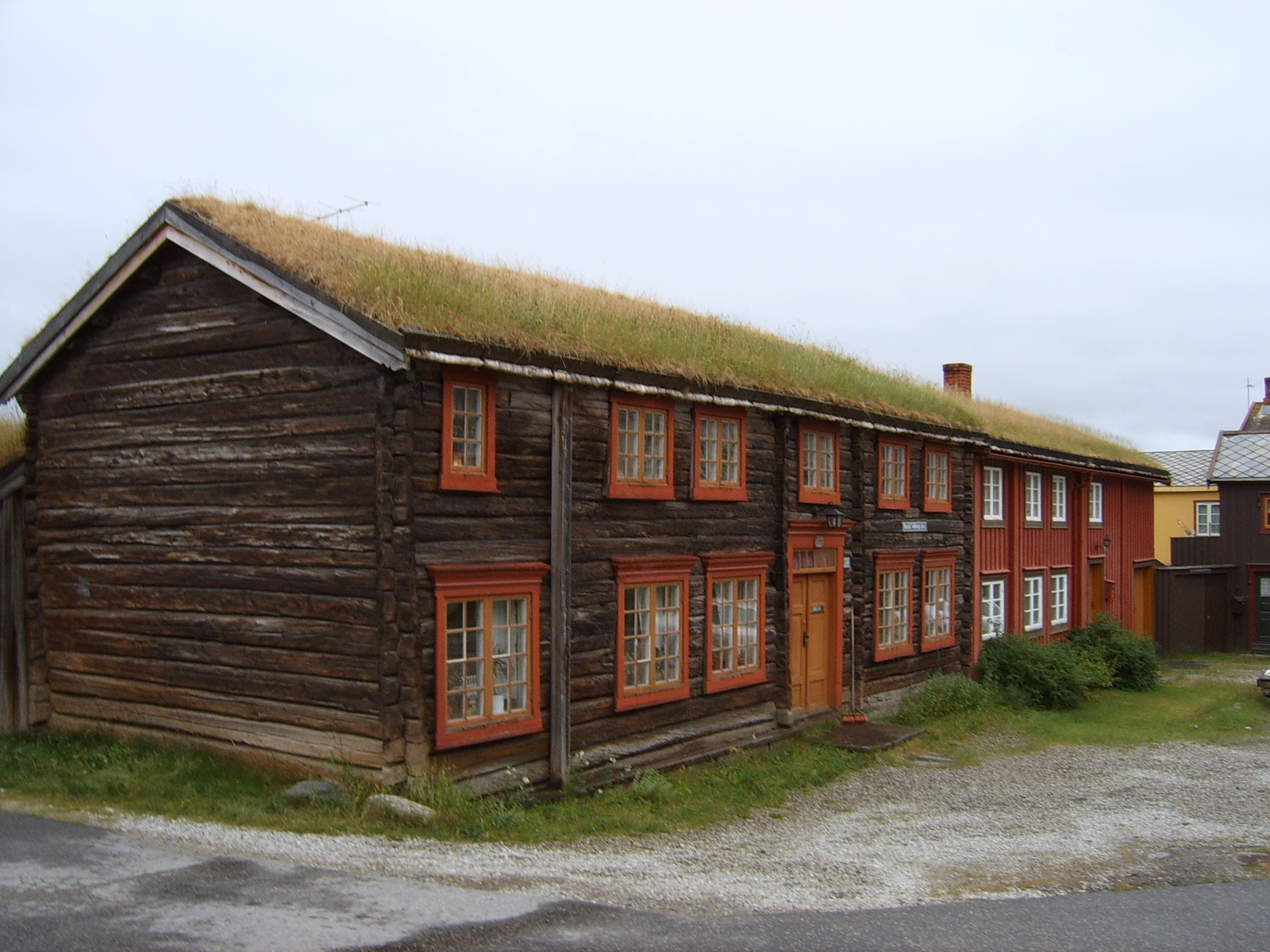
Vieille maison et toit d'herbe à Røros.
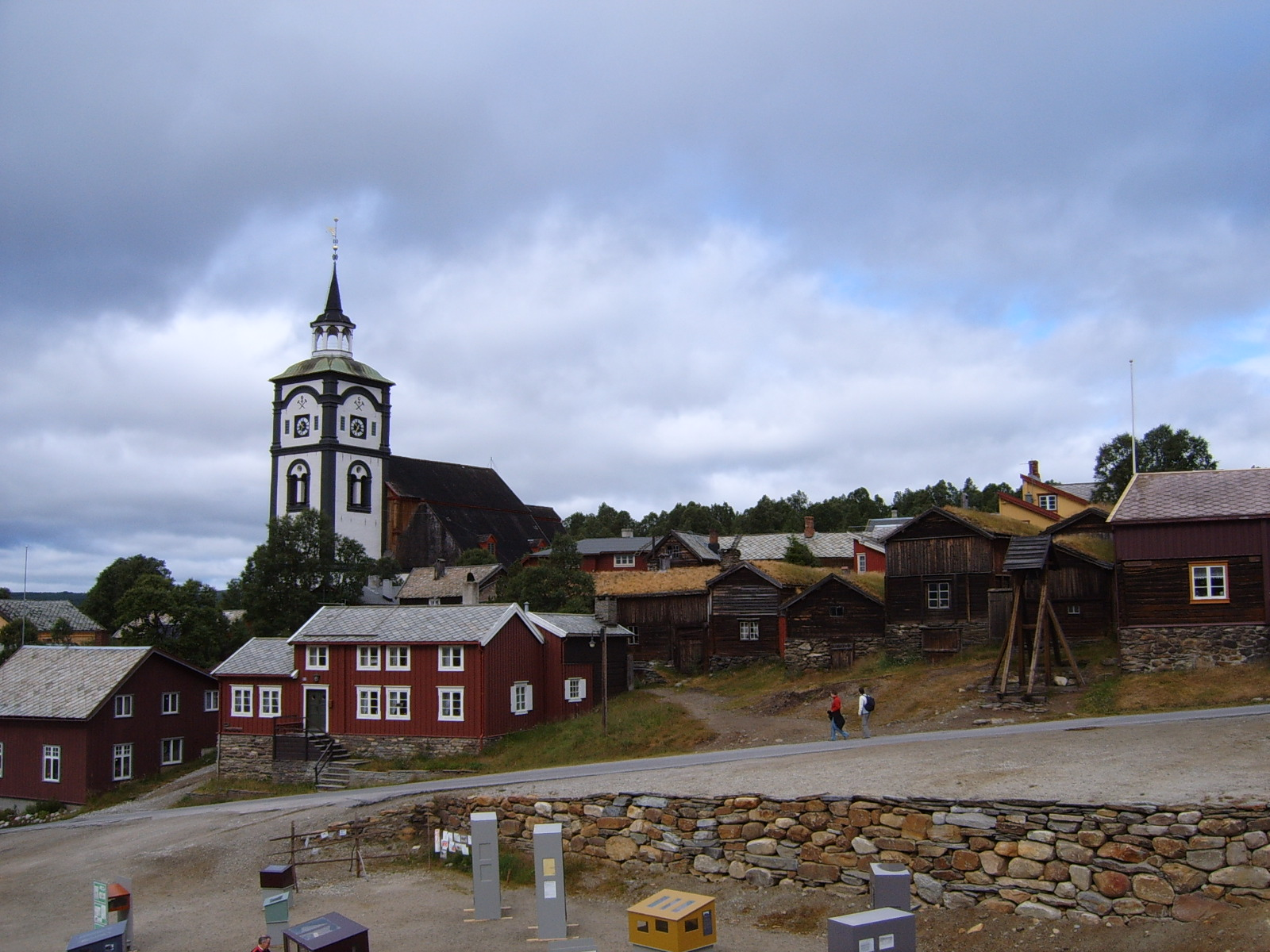
Église de Røros.
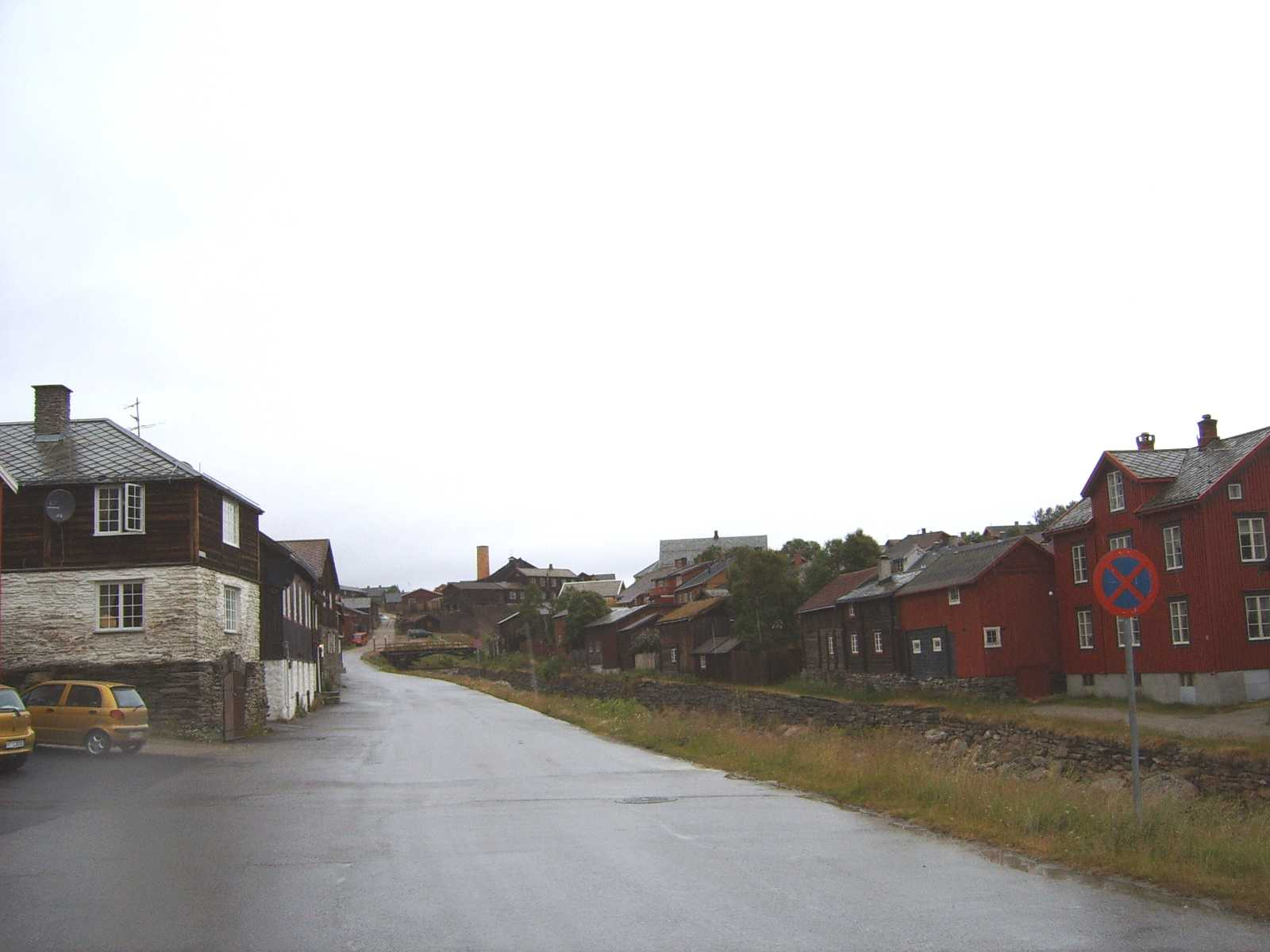
Fonderie et rivière à Røros.
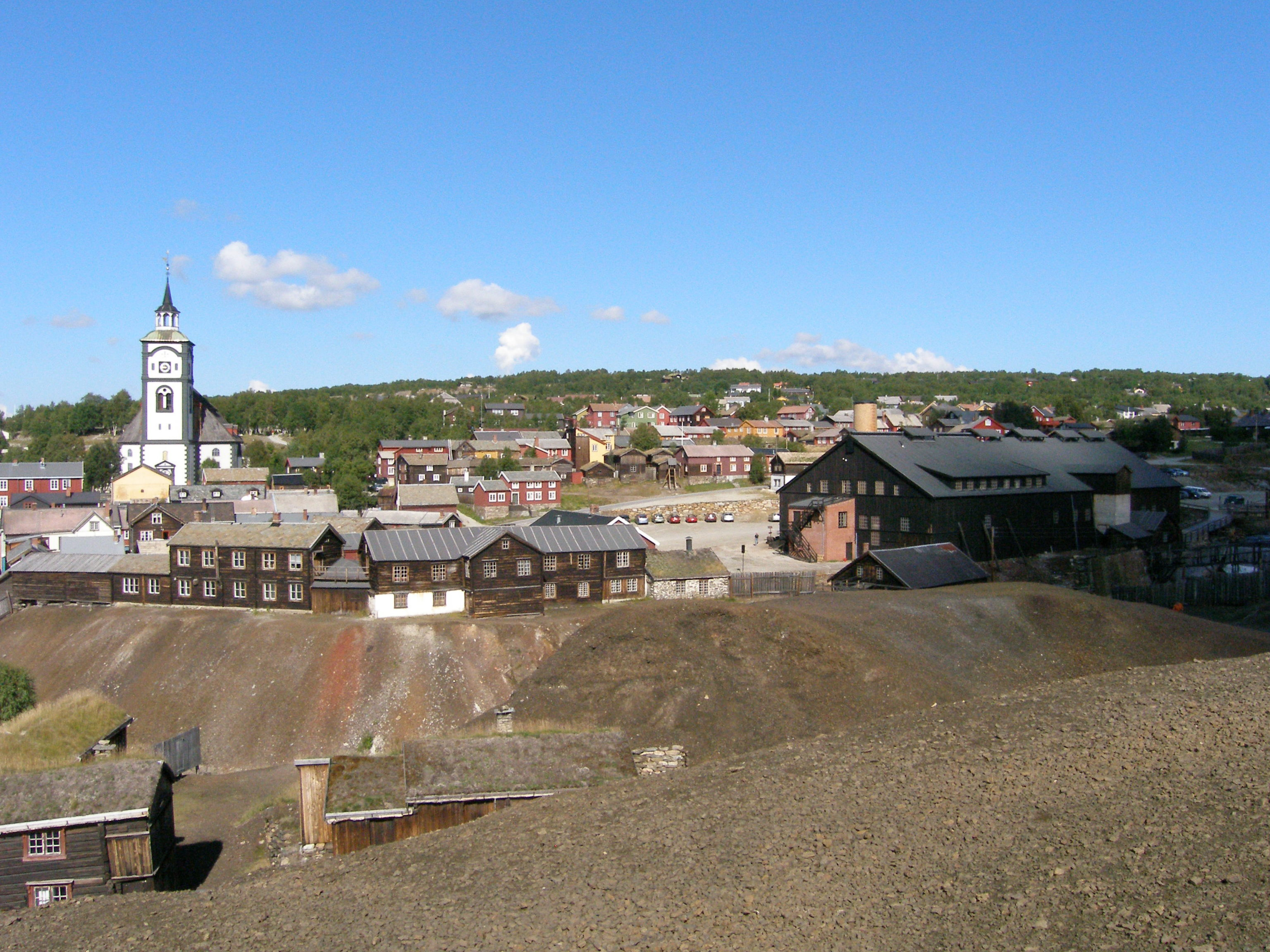
Røros estivale.
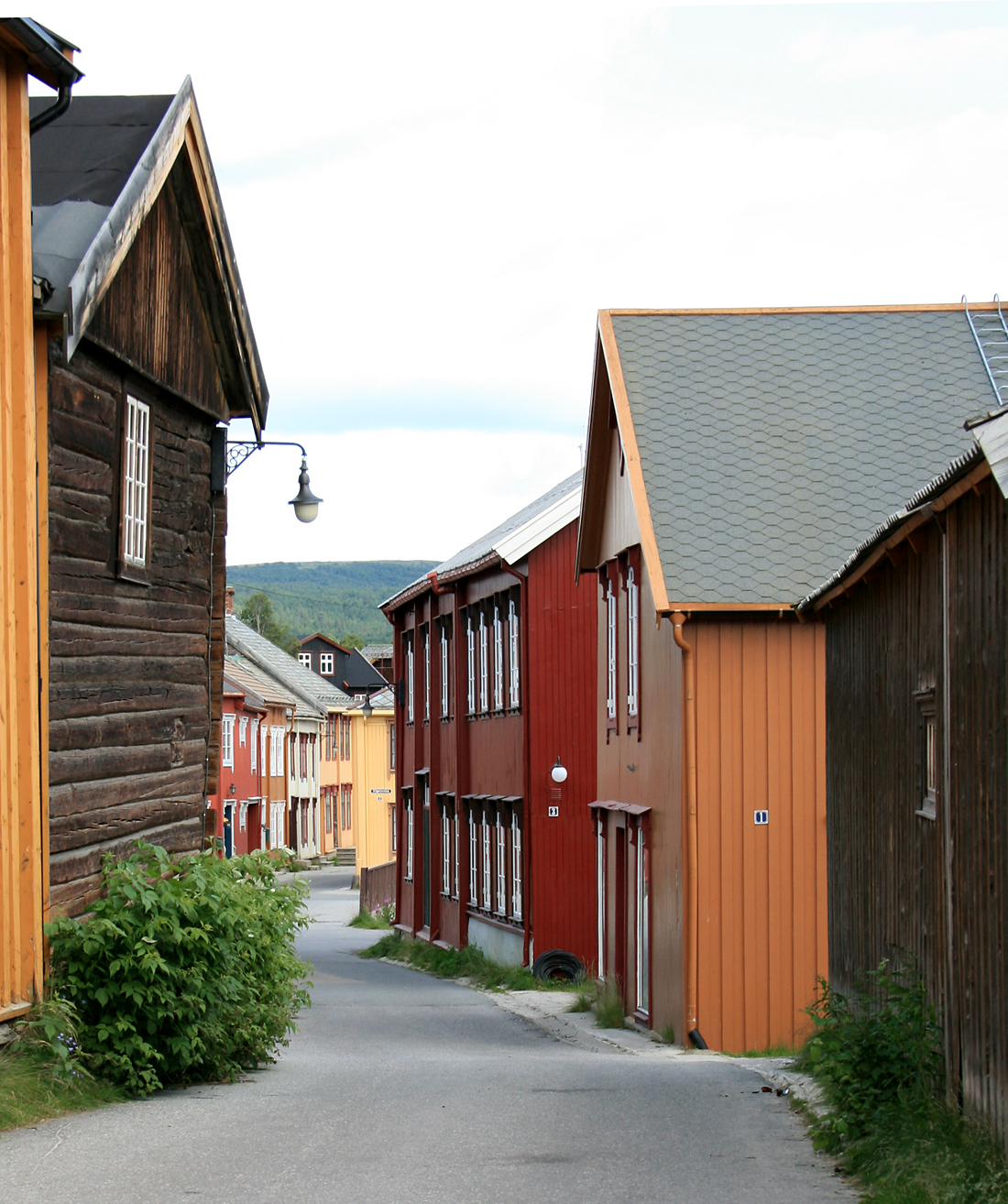
Finneveta, une de ses vieilles rues étroites.

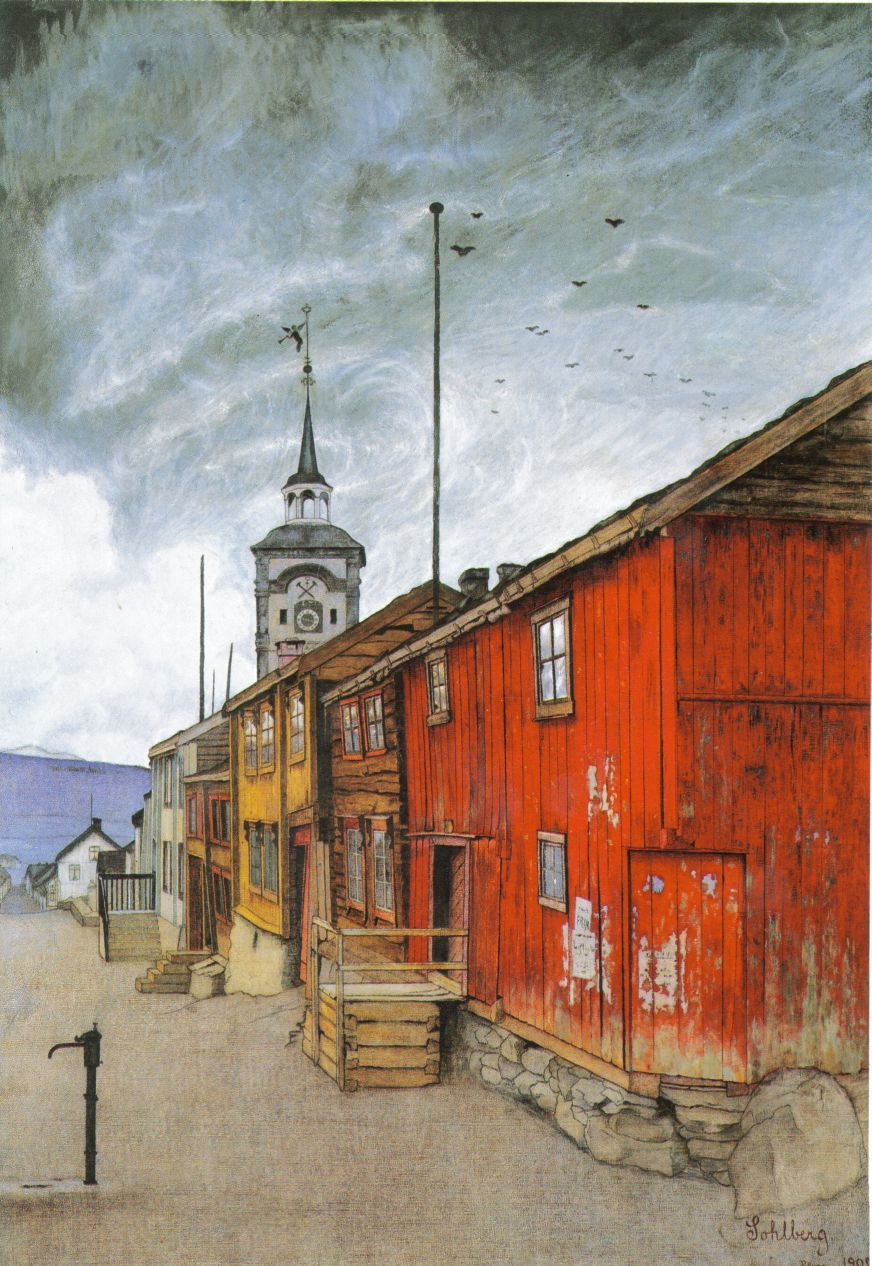
Fra Røros (Lillegaten), peinture à l'huile de Harald Sohlberg de 1902 intitulée petite rue d'à côté de Røros.
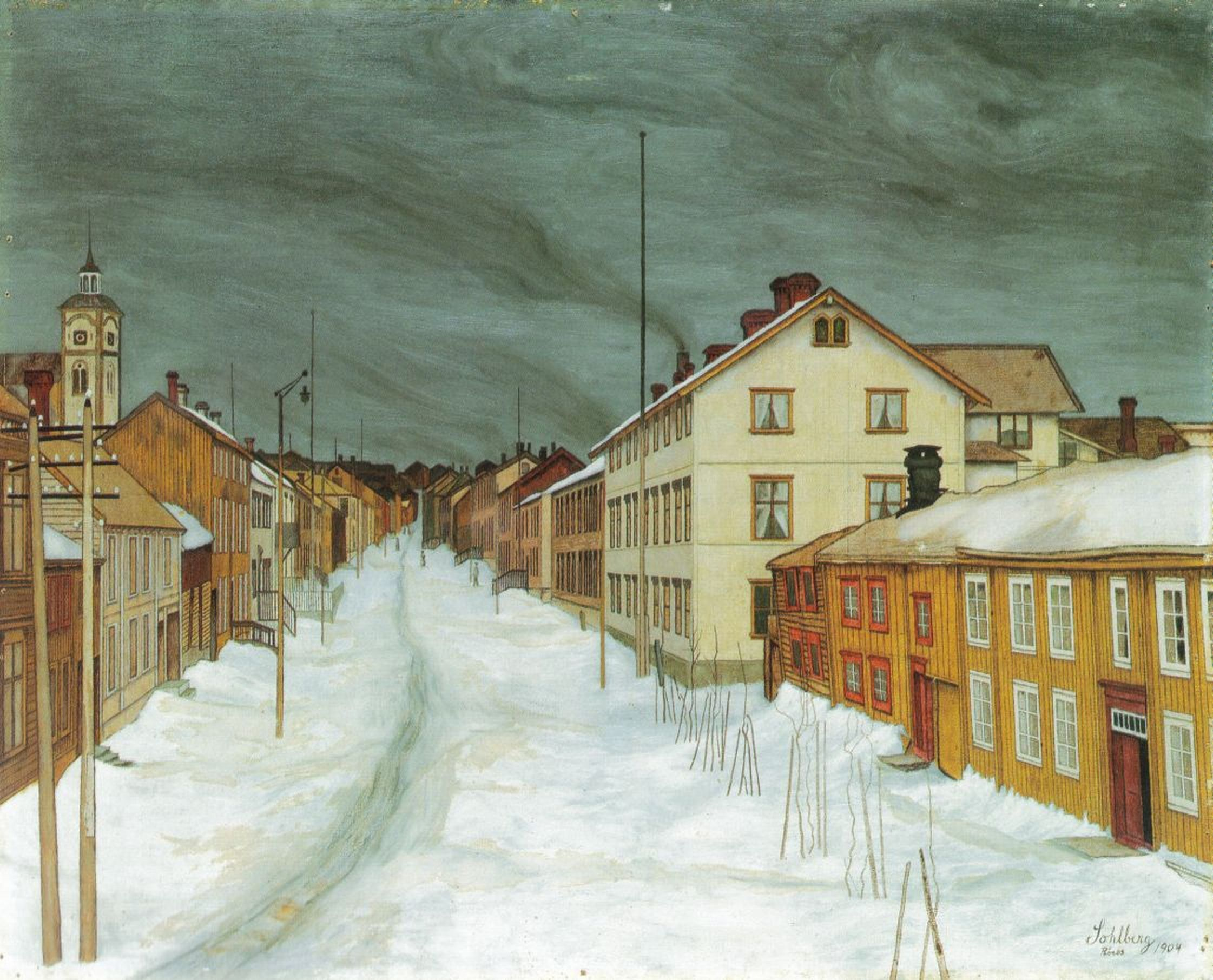
Storgaten Røros, peinte par Harald Sohlberg vers 1903 intitulée Grand'rue de Røros.
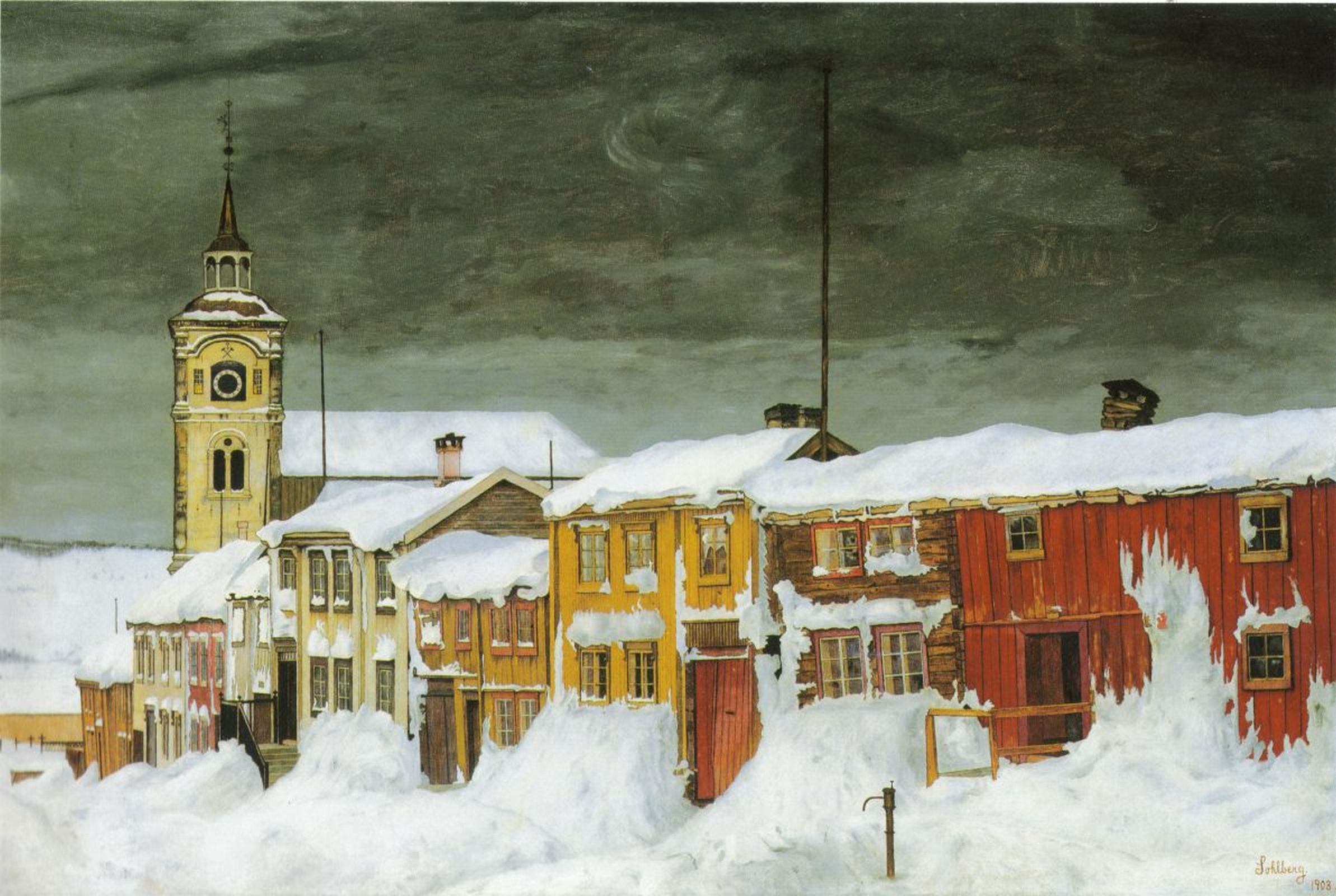
Efter snestorm, Lillegaten Røros, peinture à l'huile de Harald Sohlbeg vers 1904, Après la tempête de neige, rues de Røros sidestreet.
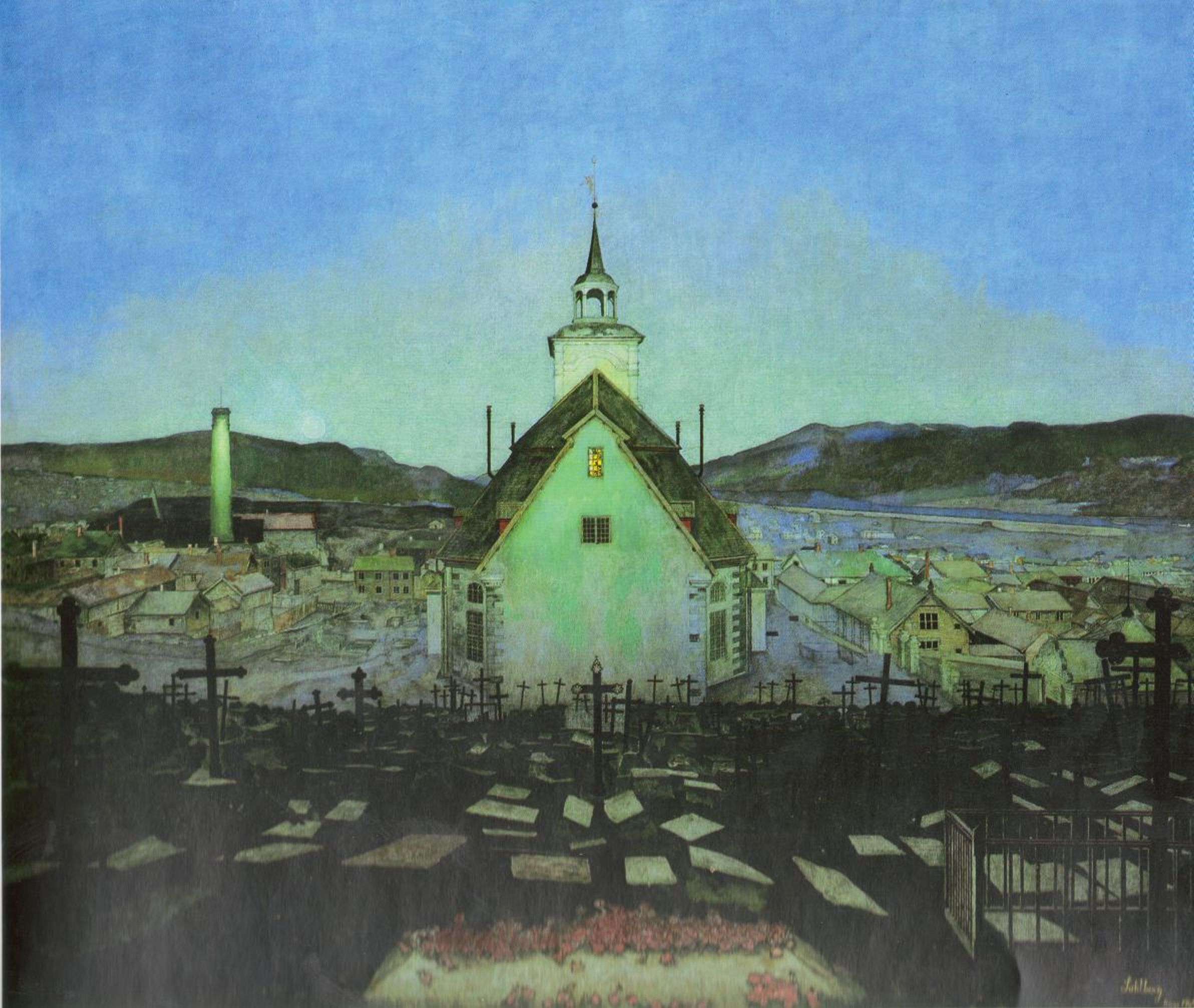
Natt peinte par Harald Sohlberg vers 1904 la nuit.

## Transports
L'aéroport de Røros est un petit aéroport avec comme seule destination Oslo.
La gare de Røros est desservie par la Rørosbanen.

## Personnalités de la commune
- Andreas Holmsen (1869-1955), hydrographe
- Johan Falkberget (1879-1967), écrivain d'un grand roman historique sur Røros
- Gunnar Holmsen (1880-1976), géologue
- Sverre Sollie (1910-1989), ébéniste